# 64-я стрелковая дивизия (2-го формирования)
64-я стрелковая дивизия (64 сд) — воинское формирование (соединение, стрелковая дивизия) РККА в Великой Отечественной войне.
Дивизия участвовала в боевых действиях с  5 марта 1942 года по 9 мая 1945 года
Сокращённое наименование — 64 сд.

## История

### Формирование
В соответствии постановлением ГКО № 1229 от 1 февраля 1942 года на базе 7-й сапёрной бригады (I ф.) расположенной в городе Серпухов Московской области (Московский военный округ) под руководством полковника  А. М. Игнатова началось формирование 64-й стрелковой дивизии завершившееся 5 марта 1942 года

### Боевой путь
До июня 1942 года дивизия входила в состав МВО, затем была включена в 8-ю резервную армию (с 27.08.1942 г. -  66-я армия). 16 августа дивизия из села Линево Сталинградской области направилась на фронт и с марша вступила в бой. В конце августа распоряжением штаба Сталинградского фронта её части заняли оборону в районе населённого пункта Спартак, северная окраина Пичуга с задачей не допустить передвижение противника на север вдоль правого берега реки Волга. В упорных и кровопролитных боях она понесла большие потери, однако остановила продвижение врага. В течение последующих 4,5 месяца её части в составе 66-й армии Донского фронта беспрерывно вели активные боевые действия. С ноября дивизия участвовала в окружении и разгроме войск противника под Сталинградом. К концу месяца она закрепилась на рубеже ж. д. северо-восточнее села Орловка, где сражалась до января 1943 года, после чего была выведена в резерв 66-й армии. С 20 января части дивизии вели активные боевые действия по уничтожению окружённой в Сталинграде группировки противника. Всего в боях под Сталинградом ими было подбито и уничтожено 68 танков противника, четыре бронемашины, 23 автомашины, 46 орудий и миномётов, 125 станковых пулемётов, убито и ранено свыше 2500 немецких солдат и офицеров, огнём стрелкового оружия сбито четыре немецких самолёта.
С 27 января по 3 февраля 1943 года дивизия была переброшена в район Сухиничи Смоленской области, где включена в 16-ю армию и вела бои на правом берегу реки Жиздра. С конца апреля она входила в состав 50-й армии   вела оборонительные бои в районе населённого пункта Щигры (Жиздринский район Калужской области). Затем дивизия совершила марш в район города Серпейск, где вошла в состав 38-го стрелкового корпуса 10-й армии и до ноября вела наступательные бои на рославльском и могилёвском направлениях. С января 1944 года дивизия в составе этих же корпуса и армии находилась на 1-м Белорусском фронте, затем в конце апреля вошла в подчинение 49-й армии 2-го Белорусского фронта и вела оборонительные бои на рубеже населённых пунктов Устье, Лапени (Чериковский район Могилёвской обл.)
В конце июня в ходе Белорусской наступательной операции дивизия в составе 38-го стрелкового корпуса 49-й армии 2-го Белорусского фронта успешно действовали при форсировании рек Бася, Реста и Рудя, участвовали в освобождении города Могилёв (28.6.1944), за что  получила наименование «Могилёвская». В июле они форсировали реку Неман в районе города Белица, а в августе участвовали в овладении городом Осовец, за что она была награждена орденом Суворова 2-й степени. С сентября 1944 года по январь 1945 года дивизия в составе корпуса находилась в резерве Ставки ВГК, затем вошла в 33-ю армию 1-го Белорусского фронта и участвовала в Висло-Одерской наступательной операции, в форсировании реки Одер. На заключительном этапе войны дивизия успешно действовала в Берлинской наступательной операции, за что она была награждена орденом Кутузова 2-й степени .

### Расформирование
После войны в июле 1945 года дивизия была расформирована.

## Полное название
64-я Могилёвская орденов Суворова и Кутузова стрелковая дивизия

## Состав
- 433-й стрелковый полк
- 440-й стрелковый полк
- 451-й стрелковый полк
- 1029-й артиллерийский полк
- 406-й отдельный истребительно-противотанковый дивизион  (майор П. Ф. Слипченко (1943-1944))
- 167-й сапёрный батальон
- 613-й отдельный батальон связи (943 отдельная рота связи)
- 180-я разведывательная рота
- 2-я отдельная штрафная рота 50-й армии (при 64-й стрелковой дивизии 2-го формирования 30.04.1943—06.01.1944)
- 109-й медико-санитарный батальон
- 124-я отдельная рота химзащиты
- 528-я автотранспортная рота
- 9-я учебная рота
- 372-я полевая хлебопекарня
- 843-й дивизионный ветеринарный лазарет
- 1828-я полевая почтовая станция
- 1151-я  полевая касса Госбанка.

## Подчинение
| Дата            | Фронт                                                            | Армия                 | Корпус                  | Примечания       |
| --------------- | ---------------------------------------------------------------- | --------------------- | ----------------------- | ---------------- |
| 01.02.1942 года | Московский военный округ (7-я сапёрная бригада (I формирования)) |                       | -                       | формирование     |
| 01.03.1942 года | Московский военный округ (г. Серпухов)                           |                       | -                       | формирование     |
| 01.04.1942 года | Московский военный округ (г. Серпухов)                           | -                     | -                       | -                |
| 01.05.1942 года | Московский военный округ                                         |                       | -                       |                  |
| 01.06.1942 года | Резерв ставки ВГК                                                | 8-я резервная армия   | -                       | село Медведица   |
| 01.07.1942 года | Резерв ставки ВГК                                                | 8-я резервная армия   | -                       | -                |
| 01.08.1942 года | Резерв ставки ВГК                                                | 8-я резервная армия   | -                       | -                |
| 01.09.1942 года | Сталинградский фронт                                             | 1-я гвардейская армия | -                       | станица Клетская |
| 01.10.1942 года | Донской фронт                                                    | 66-я армия            | -                       | -                |
| 01.11.1942 года | Донской фронт                                                    | 66-я армия            | -                       | -                |
| 01.12.1942 года | Донской фронт                                                    | 66-я армия            | -                       | -                |
| 01.01.1943 года | Донской фронт                                                    | 66-я армия            | -                       | -                |
| 01.02.1943 года | Резерв ставки ВГК                                                |                       | -                       | -                |
| 01.03.1943 года | Западный фронт                                                   | 16-я армия            | -                       | -                |
| 01.04.1943 года | Западный фронт                                                   | 16-я армия            | -                       | -                |
| 01.05.1943 года | Западный фронт                                                   | 50-я армия            | -                       | -                |
| 01.06.1943 года | Западный фронт                                                   | 50-я армия            | -                       | -                |
| 01.07.1943 года | Западный фронт                                                   | 50-я армия            |                         | -                |
| 01.08.1943 года | Западный фронт                                                   | 50-я армия            |                         | -                |
| 01.09.1943 года | Западный фронт                                                   | 10-я армия            |                         | -                |
| 01.10.1943 года | Западный фронт                                                   | 10-я армия            | 38-й стрелковый корпус  | -                |
| 01.11.1943 года | Западный фронт                                                   | 10-я армия            | 38-й стрелковый корпус  | -                |
| 01.12.1943 года | Западный фронт                                                   | 10-я армия            | 38-й стрелковый корпус  | -                |
| 01.01.1944 года | Западный фронт                                                   | 10-я армия            | 38-й стрелковый корпус  | -                |
| 01.02.1944 года | Западный фронт                                                   | 10-я армия            | 38-й стрелковый корпус  | -                |
| 01.03.1944 года | 1-й Белорусский фронт                                            | 10-я армия            | 38-й стрелковый корпус  | -                |
| 01.04.1944 года | 1-й Белорусский фронт                                            | 10-я армия            | 38-й стрелковый корпус  | -                |
| 01.05.1944 года | 2-й Белорусский фронт                                            | 49-я армия            | 38-й стрелковый корпус  | -                |
| 01.06.1944 года | 2-й Белорусский фронт                                            | 49-я армия            | 38-й стрелковый корпус  | -                |
| 01.07.1944 года | 2-й Белорусский фронт                                            | 49-я армия            | 70-й стрелковый корпус  | -                |
| 01.08.1944 года | 2-й Белорусский фронт                                            | 49-я армия            | 121-й стрелковый корпус | -                |
| 01.09.1944 года | 2-й Белорусский фронт                                            | 49-я армия            |                         | -                |
| 01.10.1944 года | Резерв ставки ВГ                                                 | 33-я армия            | 38-й стрелковый корпус  | -                |
| 01.11.1944 года | 1-й Белорусский фронт                                            | 33-я армия            | 38-й стрелковый корпус  | -                |
| 01.12.1944 года | 1-й Белорусский фронт                                            | 33-я армия            | 38-й стрелковый корпус  | -                |
| 01.01.1945 года | 1-й Белорусский фронт                                            | 69-я армия            | 25-й стрелковый корпус  | -                |
| 01.02.1945 года | 1-й Белорусский фронт                                            | 33-я армия            | 38-й стрелковый корпус  | -                |
| 01.03.1945 года | 1-й Белорусский фронт                                            | 33-я армия            |                         | -                |
| 01.04.1945 года | 1-й Белорусский фронт                                            | 33-я армия            | 38-й стрелковый корпус  | -                |
| 01.05.1945 года | 1-й Белорусский фронт                                            | 33-я армия            | 38-й стрелковый корпус  | -                |

## Командование

### Командиры
- Игнатов, Александр Михайлович (05.03.1942 - 01.06.1943), полковник;
- Яременко, Иван Иванович (13.06.1943 - 03.06.1944), полковник;
- Шкрылёв, Тимофей Калинович (04.06.1944 - 09.05.1945), генерал-майор.

## Награды и наименования
| Награда (наименование)              | Дата            | За что награждена |
| ----------------------------------- | --------------- | --- |
| Почётное наименование «Могилёвская» | 28 июня 1944    | За отличия в боях при освобождении города Могилёв |
| Орден Суворова II степени           | 1 сентября 1944 | награждена указом Президиума Верховного Совета СССР от 1 сентября 1944 года за образцовое выполнение заданий командования в боях с немецкими захватчиками, за овладение городом и крепостью Осовец и проявленные при этом доблесть и мужество.   |
| Орден Кутузова II степени           | 11 июня 1945    | награждена указом Президиума Верховного Совета СССР от 11 июня 1945 года за образцовое выполнение заданий командования в боях с немецкими захватчиками при овладении столицей Германии городом Берлин и проявленные при этом доблесть и мужество |

Личный состав 64-й стрелковой Могилёвской орденов Суворова и Кутузова дивизии получил четыре благодарности в приказах Верховного Главнокомандующего:
- За форсирование реки Проня западнее города Мстиславль, прорыв сильно укреплённой оборону немцев, овладение районным центром Могилёвской области — городом Чаусы и освобождение более 200 других населённых пунктов, среди которых Черневка, Ждановичи, Хоньковичи, Будино, Васьковичи, Темривичи и Бординичи. 25 июня 1944 года № 117.
- За овладение штурмом крупным областным центром Белоруссии городом Могилёв — оперативно важным узлом обороны немцев на минском направлении, а также овладение городов Шклов и Быхов. 28 июня 1944 года № 122.
- За участие в боях по освобождению городом и крепостью Осовец — мощного укреплённого района обороны немцев на реке Бобр, прикрывающего подступы к границам Восточной Пруссии. 14 августа 1944 года № 166.
- За овладение столицей Германии городом Берлин — центром немецкого империализма и очагом немецкой агрессии. 2 мая 1945 года. № 359.

## Отличившиеся воины дивизии
| Награда | Ф. И. О.                      | Должность                                                                           | Звание                  | Дата награждения                 | Примечания |
| ------- | ----------------------------- | ----------------------------------------------------------------------------------- | ----------------------- | -------------------------------- | --- |
|         | Калинин, Степан Никитович     | командир отделения 2-го стрелкового батальона 433-го стрелкового полка              | Старший сержант         | 24.03.1945                       | Звание Героя Советского Союза присвоено за форсирование реки Неман.                                                    |
|         | Майдан, Марк Степанович       | стрелок 2-го стрелкового батальона 433-го стрелкового полка                         | Красноармеец            | 24.03.1945                       | Звание Героя Советского Союза присвоено за форсирование реки Неман. Погиб в бою 10 февраля 1945 года.                  |
|         | Ничепуренко, Алексей Петрович | стрелок 2-го стрелкового батальона 433-го стрелкового полка                         | Красноармеец            | 24.03.1945                       | Звание Героя Советского Союза присвоено за форсирование реки Неман. Погиб в бою 3 октября 1944 года.                   |
|         | Осинный, Иван Иванович        | старший телефонист взвода связи 2-го стрелкового батальона 433-го стрелкового полка | Красноармеец            | 24.03.1945                       | Звание Героя Советского Союза присвоено за форсирование реки Неман.                                                    |
|         | Солопенко, Тимофей Иванович   | стрелок 2-го стрелкового батальона 433-го стрелкового полка                         | Красноармеец            | 24.03.1945                       | Звание Героя Советского Союза присвоено за форсирование реки Неман. Погиб в бою 25 июля 1944 года.                     |
|         | Сухин, Семён Захарович        | командир взвода 2-го стрелкового батальона 433-го стрелкового полка                 | Лейтенант Красной Армии | 24.03.1945                       | Звание Героя Советского Союза присвоено за форсирование реки Неман.                                                    |
|         | Шеремет, Иван Григорьевич     | стрелок 2-го стрелкового батальона 433-го стрелкового полка                         | Красноармеец            | 24.03.1945                       | Звание Героя Советского Союза присвоено за форсирование реки Неман. 14 июля 1944 года скончался от полученных ранений. |
|         | Елин, Георгий Константинович  | помощник командира миномётного взвода 440-го стрелкового полка                      | Старший сержант         | 20.09.1944 04.03.1945 15.05.1946 | 18 апреля 1945 года погиб в бою.                                                                                       |